# آرکادیا (کالیفرنیا)
آرکادیا (به انگلیسی: Arcadia) شهری در لس‌آنجلس ایالت کالیفرنیا است که در سرشماری سال ۲۰۱۰ میلادی، ۵۶۳۶۴ نفر جمعیت داشته‌است.